# سفارة كوريا الشمالية في المملكة المتحدة
سفارة كوريا الشمالية في المملكة المتحدة هي أرفع تمثيل دبلوماسي لدولة كوريا الشمالية لدى المملكة المتحدة. تقع السفارة في لندن وهي تهدف لتعزيز المصالح الكورية شمالية في المملكة المتحدة.

## وصلات خارجية
- الموقع الرسمي
- قائمة سفارات كوريا الشمالية
- قائمة السفارات في المملكة المتحدة